# 福晉博爾濟吉特氏 (清太祖)
福晉博爾濟吉特氏，蒙古科尔沁部贝勒明安之女，納穆賽之孫女。努爾哈赤众福晋之一，后世文献所称之側妃。
《欽定外藩蒙古回部王公表傳》顯示她是成吉思汗二弟哈卜圖哈薩爾的後裔。她亦是清太宗孝端文皇后哲哲的堂姐，豫通親王多鐸元配大福晉達哲的姐妹。中国学界因误以为她是安葬于清福陵夀康太妃園寢的安布福晋，误称她的本名为安布:145—146。

## 出身背景
科爾沁部首领兄弟三人，長名莽古斯，次為明安，即她的父亲，再次為孔果爾。伯父莽古斯與科爾沁大妃袞布的女兒為太宗孝端文皇后哲哲。科爾沁大妃改嫁她丈夫的孫子索諾木郡王，並且生下敬孝義皇后和豫通親王多鐸繼室大福晉達哲。此外，莽古斯兩個孫女分別為太宗孝莊文皇后布木布泰和敏惠恭和元妃海蘭珠。
叔叔孔果爾也有兩個女兒出嫁清皇家，一女為太祖壽康太妃浩善，另一女為阿濟格的繼福晉。父亲明安則有三個孫女嫁給了清朝皇室，明安第四子桑噶爾寨之女嫁多爾袞為福晉、桑噶爾寨另一女嫁禮親王代善之子祜塞、長子伊格都齊之女杜勒瑪嫁肅武親王豪格為繼福晉。由此可見，她的家族與皇室存在極為密切的關係。

## 生平
根據天命六年（1621年）閏二月二十三日的檔案，當時的檔案記「科爾沁明安老人之使臣鄂莫克圖偕四人前來」，顯示其父已年事已高，間接證明是明安貝勒較晚期出生的女兒。明萬曆四十年（1612年）四月，「太祖闻其女颇有豐姿，遣使欲娶之。明安貝勒遂绝先許之婿，送其女來。太祖以禮親迎，大宴成婚。」明安貝勒是蒙古封建王公中第一個與满洲聯姻者，對後世持续三百余年的满蒙联姻影響深遠。
萬歷四十三年正月，努爾哈赤又娶她的堂姐妹浩善為福晋。在聯姻活動加強的同時，科爾沁部台吉不斷前來建州進行朝貢活動，以深化雙方的友好關系。例如，明安貝勒長子伊格都齊台吉、明安貝勒第五子巴特瑪台吉分別在萬歷四十三年九月和天命二年十月，到建州送馬數十匹，並且叩頭謁見。
天命二年（1617年）正月，父亲明安貝勒親自率眾到建州朝貢，以慶祝努爾哈赤建立金國。明安等人在興京城百裏之外的富爾簡山崗受到努爾哈赤、众福晋及諸貝勒大臣的隆重歡迎。天命六年三月，後金攻克遼東城時，努爾哈赤令众福晋等前來。諸大臣護送努爾哈赤眾福晉前來遼東城途中，因天色已晚，行則不達，眾臣遂議於十里河駐宿。當諸臣與努爾哈赤的眾福晉商議時，遇他事外出的參將布三對眾福晉說：「繼續前行可至矣，何必駐此？」遂逼眾人起行，至夜晚才抵達。其後，努爾哈赤令審此事，因得知布三強迫情事屬實，並且拒不認錯而將他革職懲處。這間接表明努爾哈赤眾福晉同大臣之間雖是主僕關係，但實際上她們在眾臣心目中的地位和威信並不高，雙方的尊卑界限尚不分明。众福晋等自薩爾滸抵達遼東城後．總兵官等諸大臣在城外教場下馬步行，引導眾福晉之馬入城。眾八旗將士沿街列隊相迎，毫無忌諱眾人一睹眾福晉的芳容。
努爾哈赤崩逝後的天聪九年（1635年）七月二十六日, “以秋礼，汗[皇太極]之大福晋[孝端文皇后哲哲]率二侧福晋备大筵，至先汗太祖二福晋住室，行儿媳之礼，宴之。”:200有认为“先汗太祖二福晋”是她和壽康太妃:10。“先汗太祖二福晋住室”是否是努尔哈赤生前所居罕王宫，不得而知。
《清实录》记，順治元年（1644年）二月二十九日，“大妃博尔济锦氏”祔葬福陵。《爱新觉罗宗谱·星源集庆》说法相同。当代研究者指出，《清实录》“大妃博尔济锦氏”中的“大妃”满文原文，初修本为“ᠠᠮᠪᠠ
ᡶ᠋ᡠᠵᡳᠨ, amba fujin”，译为大福晋；二修本为“ᠠᠮᠪᠠ
ᡶᡝᡳ, amba fei”，译为大妃:152。顺治二年九月十四日，科爾沁部和碩福妃袞布、和碩賢妃博禮和桑噶爾齋國舅之母進京朝見順治帝。攝政王多爾袞和輔政王濟爾哈朗等以下，梅勒章京等以上須在齊化門迎接他們。順治帝為他們舉行了兩次筵宴。桑噶爾齋國舅之母等女眷由固倫額真福晉哲哲接待。桑噶爾齋國舅之母或是她的母親。
根據《欽定禮部則例》的記載，盛京城城外的福陵、昭陵妃園寢奉安壽康太妃、宸妃海蘭珠、懿靖大貴妃和康惠淑妃四人，惟根據《欽定盛京通志·卷二十一》的記載，“夀康太妃園寢在福陵右（福陵西北1.5公里:8），享殿三楹、門四、礓䃰三路，内設寳牀紅毡坐褥以奉神御。配案二花毯三前。正門三楹，門二。繚墻共四十七丈，東西茶膳果房各三，楹四週，堆房各二。”坟院中，除壽康太妃坟外，《盛京总纂》、辽宁图书馆藏抄本记，另葬安布福晉、綽奇德和母:8。或推测她是安布福晋，阿敏哲哲是綽奇德和母。实际上，綽奇德和母是绰奇姨母的音译，而“安布”的满文（ᠠᠮᠪᡠ, ambu）译为大姨母，与博爾濟吉特氏身份矛盾:145—146。

## 註譯
1. ↑  努爾哈赤時代，后金貴族奉行一夫多妻多妾制[2]，宮闈未有位號，遵循國俗諸位妻子皆称福晋。側妃为後世文獻所用称谓，並非当朝称谓。与她同称侧妃的葉赫那拉氏在当时被称为“绰奇福晋”。
2. ↑  有作者称她为“妃博尔济吉特氏安布”[6]:10。安布福晋满文为满语：，转写：ambu fujin，“ambu”意为大姨母，与博爾濟吉特氏身份矛盾[1]:146。